# Зализюк, Пётр Иосифович
Пётр Иосифович Зализюк (14 марта 1906 года, с. Комаргород, ныне Томашпольский район, Винницкая область — 18 июня 1975 года, Москва) — советский военачальник, генерал-лейтенант (8 августа 1955).

## Начальная биография
Пётр Иосифович Зализюк родился 14 марта 1906 года в селе Комаргород ныне Томашпольского района Винницкой области.

## Военная служба

### Довоенное время
В ноябре 1928 года был призван в ряды РККА и направлен в 133-й стрелковый полк (45-я стрелковая дивизия, Украинский военный округ), дислоцированного в городах Киев и Коростень, где после окончания полковой школы младшего начсостава с 1929 года служил на должностях младшего командира и помощника командира взвода сверхсрочной службы полковой школы.
В 1931 году вступил в ряды ВКП(б). В сентябре того же года направлен на учёбу на ускоренный курс при Одесской пехотной школе, после окончания которого в октябре 1932 года был назначен на должность командира взвода курсантов в составе Ленинградского авиационно-технического училища, а в ноябре того же года на должность курсового командира 1-й военной школы авиатехников имени К. Е. Ворошилова.
В мае 1936 года направлен на учёбу в Военную академию имени М. В. Фрунзе, после окончания которой в мае 1939 года назначен на должность начальника штаба 75-го стрелкового полка (31-я стрелковая дивизия), дислоцированного в Сталинграде, в августе — на должность начальника оперативного отделения штаба 103-й стрелковой дивизии, дислоцированной в Ворошиловске (Северокавказский военный округ), а в декабре того же года — на должность начальника оперативного отделения штаба 9-й армии, после чего принимал участие в боевых действиях в ходе советско-финской войны. За неудачи и просчёты в планировании армейских операций в апреле 1940 года Зализюк был понижен в должности и вновь назначен на должность начальника оперативного отделения штаба 103-й стрелковой дивизии.

### Великая Отечественная война
С началом войны находился на прежней должности. В августе 1941 года был ранен и после выздоровления в октябре направлен на учёбу в Академию Генштаба РККА, однако в ноябре того же года был отозван из академии и направлен на формирование 58-й армии (Сибирский военный округ), где служил на должностях начальника и старшего помощника начальника 1-го отделения оперативного отдела штаба армии. После сформирования армия была передислоцирована и включена в состав Архангельского военного округа.
В мае 1942 года Зализюк назначен на должность начальника 1-го отделения оперативного отдела штаба 7-й резервной армии, которая в июле того же года была переименована в 62-ю армию и включена в состав Сталинградского фронта, после чего принимала участие в боевых действиях в ходе Сталинградской битвы.
В ноябре 1942 года назначен на должность начальника штаба 39-й гвардейской стрелковой дивизии (Юго-Западный фронт), которая принимала участие в боевых действиях в ходе контрнаступления под Сталинградом, а в июле 1943 года — в Изюм-Барвенковской наступательной операции.

«С его прибытием резко улучшилось руководство штабом… грамотно направлял подчиненных на выполнение приказов командования. Знает применение всех родов войск и умело организует взаимодействие»
— Из боевой характеристики.
В августе назначен на должность начальника штаба 28-го гвардейского стрелкового корпуса (8-я гвардейская армия). В период с 30 декабря 1943 по 18 января 1944 года исполнял должность командира этого же корпуса, который вскоре принимал участие в боевых действиях в ходе Никопольско-Криворожской, Березнеговато-Снигирёвской, Одесской и Люблин-Брестской наступательных операций.

В дни ожесточенных боев за Донбасс и в последующих боях в сложной боевой обстановке обеспечил управление боем частей корпуса. Знает своё дело. Умело руководит работой подчиненных штабов
— Из наградного листа.
В августе 1944 года назначен на должность командира 57-й гвардейской стрелковой дивизии, которая принимала участие в боевых действиях на западном берегу Вислы по расширению плацдарма, а затем в Висло-Одерской и Берлинской наступательных операциях и освобождении Берлина.
За время войны дважды упомянут в благодарственных приказах Верховного Главнокомандующего.

### Послевоенная карьера

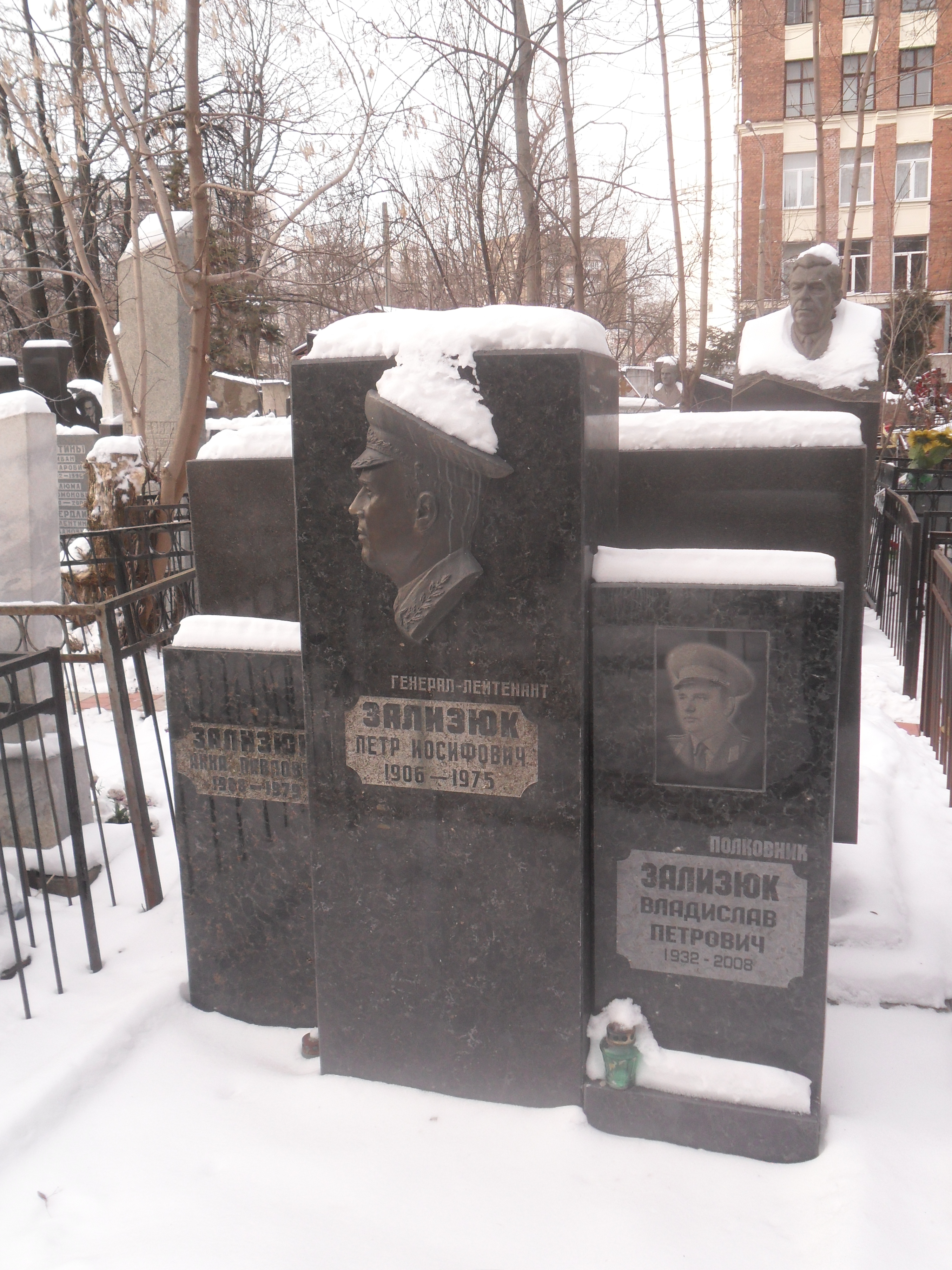
Могила Зализюка на Введенском кладбище Москвы.

После окончания войны находился на прежней должности.
В январе 1946 года назначен на должность командира 19-й гвардейской механизированной дивизии (Группа советских войск в Германии), а в августе того же года — на должность командира 88-й гвардейской стрелковой дивизии.
В январе 1947 года направлен на учёбу в Высшую военную академию имени К. Е. Ворошилова, после окончания которой в ноябре 1948 года назначен на должность начальника штаба и 1-го заместителя командующего 14-й армией, в апреле 1953 года — на должность начальника штаба, в мае 1954 года — на должность 1-го заместителя командующего 15-й армией (Дальневосточный военный округ), а в апреле 1956 года — на должность командующего этой же армией.
В сентябре 1957 года Зализюк назначен на должность старшего военного советника командующего войсками военного округа Национальной народной армии ГДР, в декабре 1958 года — на должность начальника штаба Туркестанского военного округа, в июле 1963 года — на должность начальника штаба и 1-го заместителя командующего войсками этого же округа, а в сентябре 1964 года — на должность военного специалиста при командующем войсками военного округа Национальной народной армии ГДР.
С мая 1969 года генерал-лейтенант Пётр Иосифович Зализюк находился в распоряжении Главнокомандующего Сухопутными войсками СССР и в декабре того же года вышел в отставку. 
Умер 18 июня 1975 года в Москве. Похоронен на Введенском кладбище (участок № 29).

## Воинские звания
- Генерал-майор (20 апреля 1945 года[4]);
- Генерал-лейтенант (8 августа 1955 года).

## Награды
- Орден Ленина;
- Четыре ордена Красного Знамени (23.07.1943, …);
- Орден Суворова 2 степени (16.10.1943);
- Орден Кутузова 2 степени (08.05.1945);
- Два ордена Красной Звезды (15.01.1943, …);
- Медали;
- Иностранные ордена и медали.